# Яньцзинь (Хэнань)
Яньцзи́нь (кит. упр. 延津, пиньинь Yánjīn) — уезд городского округа Синьсян провинции Хэнань (КНР). Название уезда означает «Яньский брод» и связано с когда-то существовавшим в этих местах переходом через Хуанхэ.

## История
Ещё во времена царства Цинь в 242 году до н. э. в этих местах был создан уезд Суаньцзао (酸枣县). При империи Поздняя Вэй он был присоединён к уезду Сяохуан (小黄县), а при империи Северная Ци — к уезду Наньянь (南燕县). При империи Суй в 586 году уезд Суаньцзао был образован вновь. При империи Сун в 1117 году он был переименован в Яньцзинь. После чжурчжэньского завоевания эти места вошли в состав империи Цзинь, и в 1215 году была образована область Яньчжоу (延州), в состав которой вошли уезды Яньцзинь, Юаньу и Янъу. После монгольского завоевания область Яньчжоу была в 1270 году расформирована. При империи Цин в 1727 году уезд Цзочэн (胙城县) был присоединён к уезду Яньцзинь.
В августе 1949 года была создана провинция Пинъюань, и эти места вошли в состав созданного одновременно Специального района Синьсян (新乡专区) провинции Пинъюань. 30 ноября 1952 года провинция Пинъюань была расформирована, и Специальный район Синьсян перешёл в состав провинции Хэнань. В 1967 году Специальный район Синьсян был переименован в округ Синьсян (新乡地区).
В 1986 году были расформированы округ Синьсян и город Синьсян, и образован городской округ Синьсян.

## Административное деление
Уезд делится на 3 посёлка и 9 волостей.